# Nedo Lorenzo Poli
Nedo Lorenzo Poli (Coreglia Antelminelli, 15 luglio 1948 – Coreglia Antelminelli, 19 maggio 2021) è stato un politico italiano.

## Biografia
Consulente del lavoro, milita fin da giovane nella Democrazia Cristiana, per cui nei primi anni Ottanta è sindaco nel suo comune, Coreglia Antelminelli.
Alle elezioni politiche del 2006 viene eletto al Senato della Repubblica, nelle liste dell'Unione di Centro nella circoscrizione Toscana. Alle successive elezioni politiche del 2008 viene invece eletto deputato sempre con l'UDC nella circoscrizione Toscana.
Dal 2010 al 2015 è anche consigliere comunale a Coreglia Antelminelli.
Alle elezioni politiche del 2013 è candidato al Senato nella lista Con Monti per l'Italia in Toscana, risultando il primo dei non eletti. È nuovamente candidato in Parlamento anche alle successive elezioni del 2018, alla Camera dei deputati nella lista di Noi con l'Italia - UDC nella circoscrizione Lazio 2, non venendo tuttavia eletto a causa del mancato raggiungimento della soglia di sbarramento nazionale.
Muore il 19 maggio 2021 all'età di 72 anni.